# Никола Хећимовић
Никола Хећимовић (Загреб, 26. новембар 1900 — Свети Дух, код Селнице об Драви, Југословенско-аустријска граница, 25. април 1929), приватни намештеник, револуционар и секретар Црвене помоћи.

## Биографија
Рођен је 26. новембра 1900. године у Загребу. Трговачку академију завршио је 1919. године у Загребу. Те је године покренуо комунистички лист „Искру“ и био један од оснивача Савеза комунистичке омладине Југославије (СКОЈ), омладинске организације Комунистичке партије Југославије (КПЈ). Од јесени 1920. студирао је у Прагу, а крајем 1921. године се вратио у Загреб и постао члан Централног одбора Међународне радничке помоћи (после Међународне Црвене помоћи), која је прикупљала помоћ за гладне у Русији.
Године 1928. изабран је за секретара „Црвене помоћи“, организације која се бавила пружањем заштите политичким затвореницима, жртвама „белог терора“ и њиховим породицама. Своју активност наставио је и после завођења „шестојануарске диктатуре“ краља Александра Карађорђевића 1929. године, због чега је био ухапшен 20. априла, заједно са Ђуром Ђаковићем, организационим секретаром ЦК КПЈ. 
После четири дана мучења, загребачка полиција је, под изговором, извиђања на југословенско-аустријској граници и утврђивања канала којим су комунисти илегално прелазили у Аустрију, довела Ђуру Ђаковића и Николу Хећимовића у место Свети Дух на Острем Врху, код Селнице об Драви. У поподневним часовима, 25. априла, при спуштању у једну клисуру према аустријској граници, убијени су са мотивацијом да су покушали бежати. Ексхумацијом лешева, извршеном 8. маја, установљено је да је на жртве пуцано с преда, чиме је доказано смишљено убиство.
После Другог светског рата, његови посмртни остаци су сахрањену у Гробницу народних хероја на Загребачком гробљу Мирогој.